# Liste der Kulturdenkmäler in Altdorf (Pfalz)
In der Liste der Kulturdenkmäler in Altdorf sind alle Kulturdenkmäler der rheinland-pfälzischen Ortsgemeinde Altdorf aufgeführt. Grundlage ist die Denkmalliste des Landes Rheinland-Pfalz (Stand: 14. August 2023).

## Einzeldenkmäler
| Bezeichnung                 | Lage                                  | Baujahr                            | Beschreibung | Bild                           |
| --------------------------- | ------------------------------------- | ---------------------------------- | --- | ------------------------------ |
| Friedhofstor                | Friedhofstraße, auf dem Friedhof Lage | 1718                               | Friedhofstor, barocker Torbogen, bezeichnet 1718 | Fotos hochladen                |
| Rathaus                     | Hauptstraße 58 Lage                   | 1583                               | ehemaliges Rathaus; Renaissancebau, bezeichnet 1583, Überformung in der zweiten Hälfte des 18. Jahrhunderts und in der ersten Hälfte des 19. Jahrhunderts                                             | weitere Bilder Fotos hochladen |
| Wohnhaus                    | Hauptstraße 59 Lage                   | 1718                               | Wohnhaus, barockes Fachwerkhaus, teilweise massiv, Walmdach, bezeichnet 1718 | Fotos hochladen                |
| Pforte                      | Schloßstraße, an Nr. 10 Lage          | 1574                               | Hofpforte, bezeichnet 1574 | Fotos hochladen                |
| Protestantischer Pfarrhof   | Schloßstraße 34 Lage                  | zweite Hälfte des 16. Jahrhunderts | ehemaliger protestantischer Pfarrhof; zweite Hälfte des 16. Jahrhunderts; Fachwerkbau, teilweise massiv, Krüppelwalmdach, 16. Jahrhundert, Umbau 18. Jahrhundert, ehemaliger Torbogen bezeichnet 1574 | Fotos hochladen                |
| Wohnhaus                    | Schloßstraße 37 Lage                  | 1801                               | eingeschossiges Fachwerkwohnhaus, bezeichnet 1801 | Fotos hochladen                |
| Protestantisches Pfarrhaus  | Schloßstraße 38 Lage                  | 1927                               | Walmdachbau, barockisierender Heimatstil, 1927 | Fotos hochladen                |
| Protestantische Pfarrkirche | Schloßstraße 40 Lage                  | 1617                               | ehemals St. Agatha; spätgotischer Turm, Glockenstuhl bezeichnet 1617, Saalbau, 1772/73 | weitere Bilder Fotos hochladen |